# 자금성의 황혼
자금성의 황혼 (중국어: 紫禁城的黄昏, 병음: Zǐjìnchéng de Huánghūn, Twilight in the Forbidden City)은 레지널드 존스턴(Reginald Johnston)이 쓴 전 486쪽의, 청 왕조 나아가 중국의 마지막 황제였던 선통제 "헨리" 푸이에 대한 회고록이다.
레지널드 존스턴은 선통제의 가정교사이자 1920년대와 1930년대 중국에서 일어난 사건들의 목격자였다. 또한 그는 런던 대학의 중국어 교수이자 웨이하이웨이 영국 조차지의 위원이기도 하였다.

## 개요
레지널드 존스턴은 1911년 신해혁명이 일어나기 전 청조 궁정의 마지막 모습들에 대한 많은 일화와 자료를 제공한다. 그는 그 사건 속에 등장하는 많은 활동가들과 알고 있었고, 청조 궁정의 정치 구조, 특히 황실에 대한 그의 관찰은 역사적으로 중요한 의미를 지닌다.
자금성의 황혼은 한 시대에 대한 역사로써 중국의 마지막 황제에 대한 배타적인 묘사는 아니다. 베르나르도 베르톨루치의 1987년작 영화 마지막 황제는 이 책을 베이스로 제작되었다.

## 서지 정보

### 원저
- F. Johnston, Reginald (1934년 3월). 《Twilight in the Forbidden City》. Victor Gollancz Ltd. 486 pp쪽.
- Fleming Johnston, Reginald (1995년 9월). 《Twilight in the Forbidden City》 Hacover판. Amereon House. 542 pp쪽. ISBN 0848813901.
- Fleming Johnston, Reginald (2008년 3월). 《Twilight in the Forbidden City》 (Illurat a revis 4) Paperback판. Soul Care Publishing. 488 pp쪽. ISBN 978-0968045954.

### 한국어 번역
- 《(자금성의) 황혼 : 마지막 황제 부의의 스승 존스턴이 기록한 제국의 최후》. 김성배 번역. 돌베개. 2008.